# Răzvan Rusu
Răzvan Rusu (Bucarest, 4 marzo 1988) è un sollevatore rumeno.
Ai campionati minori mondiali di sollevamento pesi 2008 si è classificato 9° nella categoria 85 kg, con un totale di 313 kg.
Ha gareggiato nel sollevamento pesi alle Olimpiadi estive del 2008 nella divisione 77 kg dove si è classificato diciottesimo con 310 kg.